# A22 (motorväg, Österrike)

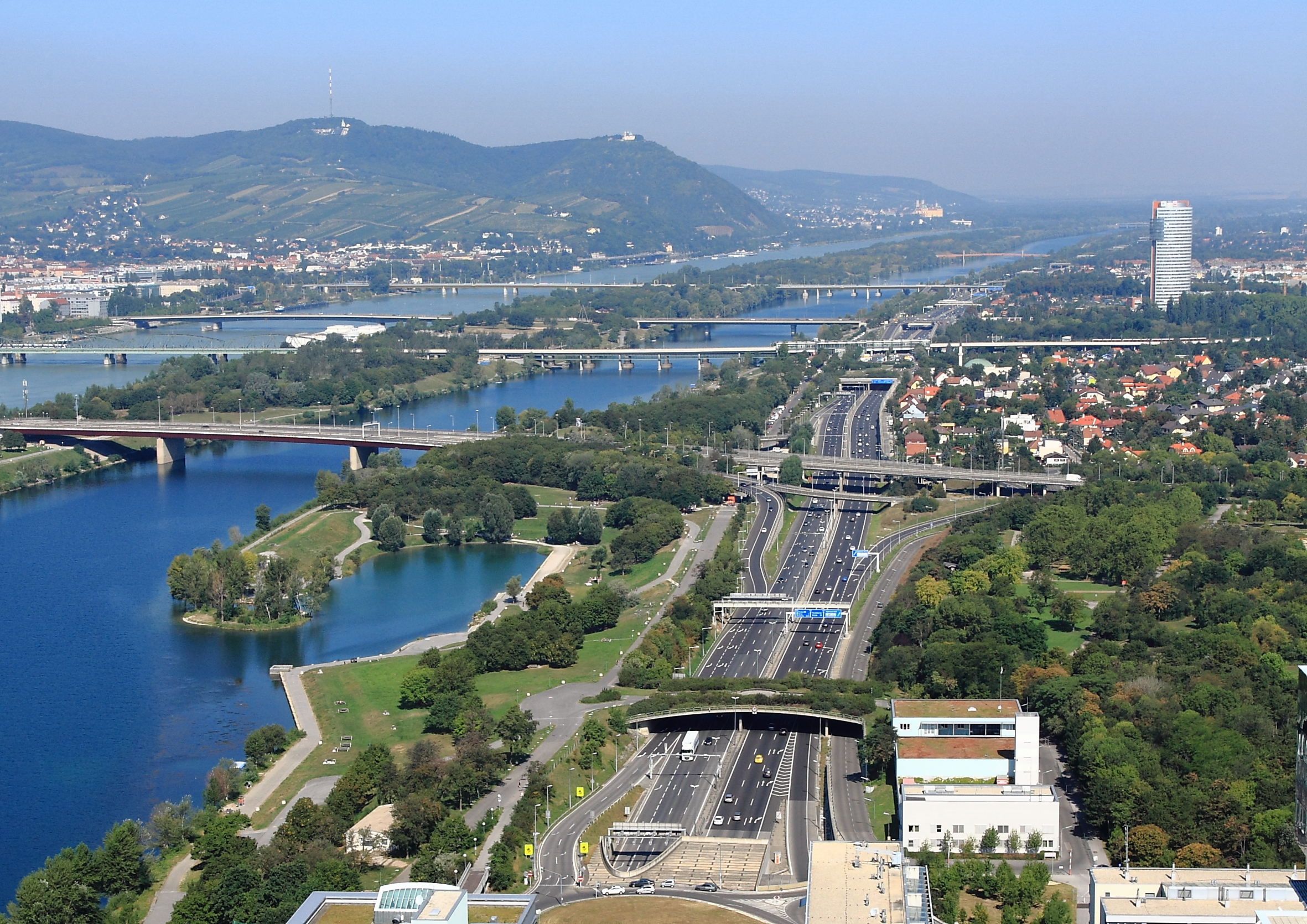
A22 mellan påfarterna Grafenstein och Völkermarkt Ost.

A22 är en motorväg i Österrike. Den förbinder Wien med Stockerau.